# جری السمر
جری السمر یک منطقهٔ مسکونی در قطر است که در شهرداری ام صلال واقع شده‌است. جری السمر ۱۰٫۸ کیلومتر مربع مساحت دارد.